# Complesso di San Gaudioso
Il complesso di San Gaudioso era una struttura religiosa ubicata in vico San Gaudioso, a Napoli.

## Storia
Il monastero fu fondato nel V secolo da Settimio Celio Gaudioso, vescovo africano naufragato a Napoli e qui rimasto a vivere, nella parte alta della città, dove erano situate le strutture religiose pagane in abbandono. Tre secoli dopo cadde in rovina e fu restaurato dal vescovo Stefano II di Napoli per insediarvi le monache benedettine; tra il 780 e il 790 Stefano II fece edificare accanto al convento una basilica dedicata a santa Fortunata.
L'espansione vera e propria del complesso avvenne però tra il XVI e il XVII secolo, quando si trovò ad occupare un'insula molto vasta; nel 1560 è intervenuto Giovanni Francesco di Palma, che progettò il chiostro; nell'operazione di restauro seicentesca operò Cosimo Fanzago, che attorno al 1630 vi realizzò una pregevole scala marmorea d'accesso e il piano di rifacimento dell'insula.
La chiesa fu incendiata nel 1799, durante gli scontri legati alla repubblica napoletana. Andarono così perdute testimonianze pittoriche di artisti barocchi come Battistello Caracciolo, Francesco Solimena e Luca Giordano. Il monastero, che in quell'occasione fu saccheggiato, non ebbe grandi danneggiamenti e dal 1807 al 1819 fu sede dell'osservatorio astronomico e successivamente dell'osservatorio di Marina.
Il monastero, nel 1883 dichiarato sede clinica universitaria, fu demolito completamente nel 1920 per realizzarvi le nuove strutture ospedaliere. Nel 1943 in esse s'insediò l'ospedale per i soldati francesi, per poi riprendere la loro funzione dopo la guerra.
L'unica parte superstite del monastero è la scala fanzaghiana con l'arco di accesso e il muro perimetrale con il portale in piperno. Rimangono inoltre assai esigue tracce del chiostro.